# جوستين براينت
جوستين براينت (بالإنجليزية: Justin Bryant)‏ (24 أغسطس 1966 بملبورن في الولايات المتحدة - ) هو مدرب كرة قدم وروائي ولاعب كرة قدم أمريكي في مركز حراسة المرمى.